# Iśwara
Iśwara (dewanagari ईश्वर trl. Īśvara, Iś oznacza „panowanie”) – w hinduizmie, Najwyższy Bóg osobowy, Pan bądź rządca wszechświata, jednak nie Stwórca. Zarządza formami zjawiskowymi i panuje nad duszami.

## Natura Iśwary
Generalnie rozbieżności co do natury Iśwary są duże – w klasycznej filozofii indyjskiej rozpatruje się dwie główne interpretacje, mianowicie teistyczną i panenteistyczną. Interpretację teistyczną odnajdujemy w jodze, interpretację panenteistyczną w Rygwedzie i upaniszadach. Interpretacja panenteistyczna oznacza tutaj, zgodnie z Rygwedą, że Bóg w jednej czwartej jest wszechświatem, a w trzech czwartych wykracza ponad niego.

## Inne określenia
Człon iswara jest częścią popularnych złożeń innych imion postaci hinduistycznych:
- Parameśwara – Najwyższy Bóg
- Maheśwara – Wielki Bóg
- Jogeśwara – Pan Joginów